# Giorgio Ferretti
Giorgio Ferretti (Gênova, 27 de novembro de 1967) é um prelado italiano da Igreja Católica com atuação em Moçambique, nomeado como arcebispo de Foggia-Bovino.

## Biografia
Formou-se em filosofia pela Universidade de Gênova e, após algumas experiências como professor de religião em Gênova, obteve a licenciatura em teologia dogmática pela Pontifícia Universidade Urbaniana de Roma.
Recebeu a ordenação presbiteral em 6 de novembro de 2004 sendo incardinado na Diocese de Frosinone-Veroli-Ferentino e é membro da Comunidade de Santo Egídio.
Em sua atuação pastoral, foi colaborador pastoral da Basílica de Santa Maria in Trastevere em Roma (2004-2008); responsável pelas relações com a África do Sul, Lesoto, Suazilândia e Botswana pela Comunidade de Santo Egídio (desde 2005); secretário especial do bispo de Frosinone-Veroli-Ferentino (2008-2016); diretor do Gabinete de Ecumenismo e Diálogo Inter-religioso da mesma Diocese e membro do Conselho Pastoral Diocesano (2009-2016); assistente da Associação dos Médicos Católicos da Província de Frosinone (2010-2016); assistente da Associação Escoteira Europeia (2012-2016); membro do Comitê de Ética da Autoridade Local de Saúde de Frosinone (2013-2015); pároco in solidum da Catedral de Santa Maria Assunta, de Santa Annunziata e de San Benedetto em Frosinone (2013-2016); responsável pela Cantina Diocesana dos Pobres (2014-2016).
De 2017 a 2023, foi sacerdote fidei donum na Arquidiocese de Maputo, em Moçambique, pároco da Catedral Metropolitana de Nossa Senhora da Conceição e membro do Conselho Presbiteral.
Em 18 de novembro de 2023, o Papa Francisco o nomeou como arcebispo de Foggia-Bovino. Recebeu a ordenação episcopal em 9 de dezembro seguinte, na Arquibasílica de São João de Latrão, das mãos do cardeal arcebispo de Bolonha, Matteo Maria Zuppi, coadjuvado por Edgar Peña Parra, substituto da Secretário de Estado da Santa Sé, por Ambrogio Spreafico, bispo de Frosinone-Veroli-Ferentino, por Vicenzo Paglia, bispo emérito de Terni-Narni-Amelia e por Vincenzo Pelvi, seu antecessor.